# كأس بطولة الولايات المتحدة المفتوحة 1968
كأس بطولة الولايات المتحدة المفتوحة 1968 (بالإنجليزية: 1968 National Challenge Cup)‏ هو موسم من كأس بطولة الولايات المتحدة المفتوحة. فاز فيه Greek American AA ‏.